# Georg Ludwig (Mediziner, 1826)

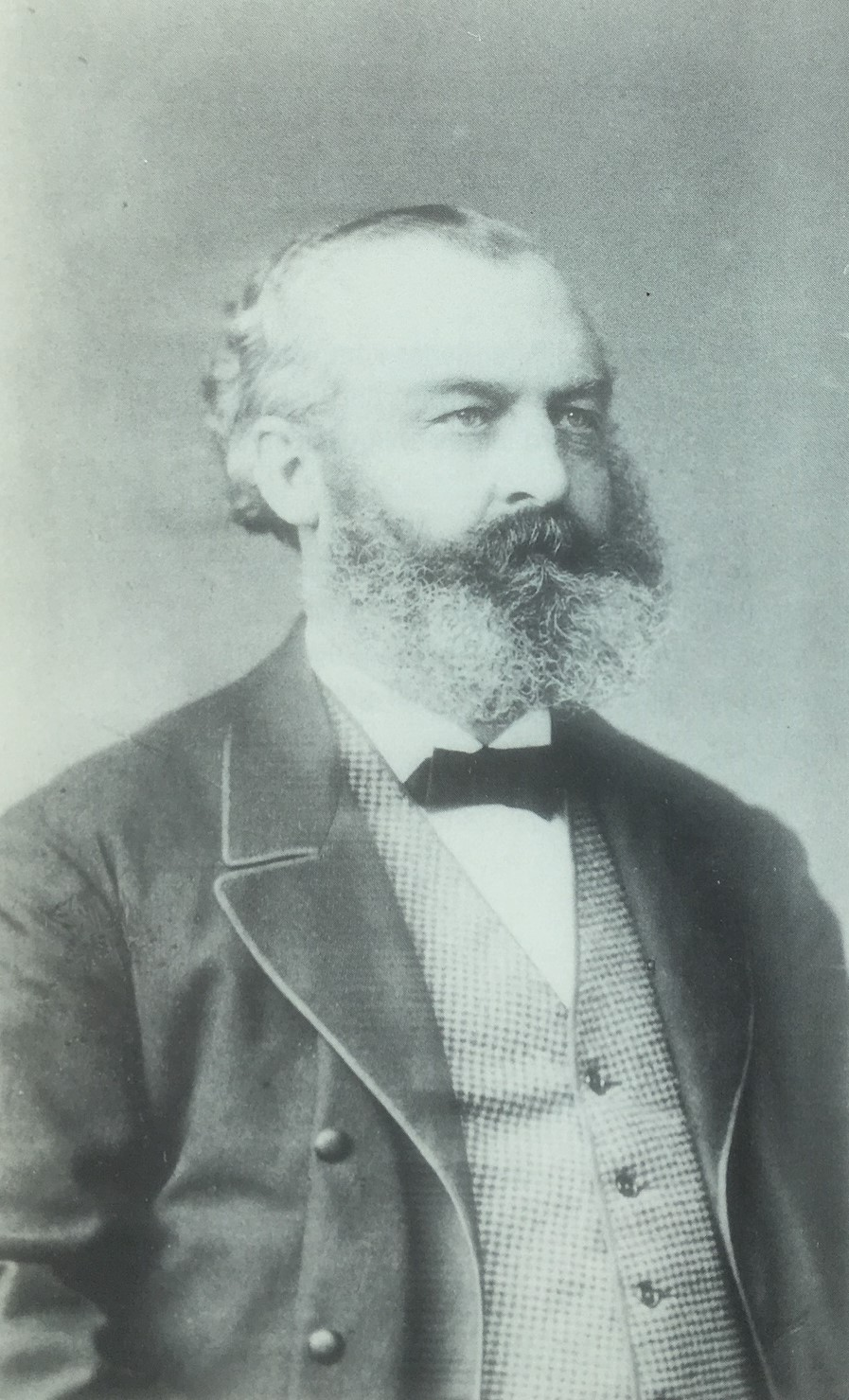
Dr. Georg Ludwig

Carl Georg Ludwig (* 9. Mai 1826 in Darmstadt; † 3. Mai 1910 in Heppenheim) war ein deutscher Psychiater.

## Familie
Laut Alma Kreuter war sein Vater Oberkonsistorialrat und erster Stadtpfarrer in Darmstadt. Laut der Hessischen Biographie war sein Vater allerdings Ludwig Carl Ludwig und war Geheimer Rat sowie Appellations- und Kassationsgerichtsdirektor, verheiratet mit Sophie geb. Ruths. Diese Quelle nennt als Ehefrau des Arztes Caroline Friederike Louise geb. Fröhlich. Die gemeinsame Tochter Caroline, geboren 1859 in Hofheim, heiratete laut dieser Quelle den Psychiater Erhard Bieberbach und bekam mit ihm den Sohn Ludwig Bieberbach.

## Leben

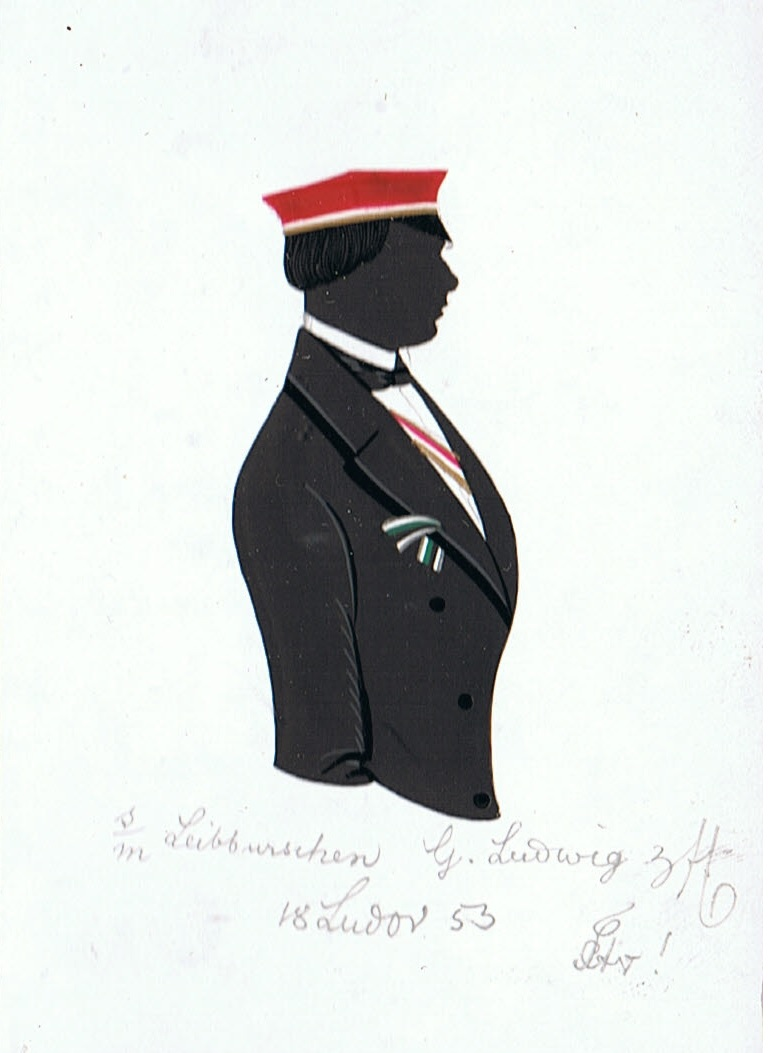
Georg Ludwig

Georg Ludwig besuchte das Ludwig-Georgs-Gymnasium, wo er bereits als Sekundaner einer schlagenden „Pennalverbindung Starkenburgia“ angehörte. Größe, Stärke, Geisteskraft und Energie brachten ihm großen Respekt der Kommilitonen ein. Als die Verbindung aufgedeckt wurde, galt Ludwig als der am meisten Belastete. Er wurde für ein halbes Jahr relegiert. Nach dem Abitur entschloss er sich  zum Studium der Medizin. Am 29. Oktober 1844 immatrikulierte er sich an der Hessischen Ludwigs-Universität. Im Januar 1845 meldete er sich als Renonce beim Corps Starkenburgia, in dem schon sein Bruder Friedrich aktiv gewesen war. Am 23. August 1845 ins engere Corps recipiert, zeichnete er sich zweimal als Subsenior und zweimal als Senior aus. Während des Wintersemesters 1846/47 war Ludwig consiliert, d. h. strafweise vom Studium ausgeschlossen. Am 1. Mai 1847 wurde die Immatrikulation Georg Ludwigs erneuert. Seit dem Sommersemester 1847  wieder Corpsbursche der Starkenburgia, vertrat er im Juli 1848 den Gießener Senioren-Convent auf der Delegiertenversammlung der Senioren-Convente in Jena. Im Herbst 1849 inaktiviert, wurde er im November 1849 Corpsschleifenträger der Saxo-Borussia.
Zum Wintersemester 1849/50 wechselte er an die Ruprecht-Karls-Universität Heidelberg. 1853, neun Jahre nach Studienbeginn, wurde er in Gießen zum Dr. med. promoviert. Während seiner Zeit in Heidelberg arbeitete er zeitweise bei seinem Schwager Ludwig Ernst Wilhelm Hohenschild. Dieser war von 1849 oder 1850 bis 1855 Direktor des Landeshospitals Hofheim. Nach seiner Promotion wurde Ludwig in Hofheim Assistenzarzt. 1854 besuchte er die Illenau und die psychiatrische Klinik auf der Baumgartner Höhe in Wien. 1855 trat er in Hofheim in die Nachfolge seines Schwagers, der erster Kreisarzt in Darmstadt wurde. Nachdem Anfang 1866 die Landesirrenanstalt Heppenheim eröffnet worden war, deren Einrichtung Ludwig vorangetrieben hatte, wurde er dort Direktor. Der Hilfsverein für Geisteskranke in Hessen wurde 1874 von Heppenheim aus ins Leben gerufen. Zusammen mit Professor Riegel von der Medizinischen Klinik in Gießen erhielt Ludwig im Jahr 1887 den Auftrag, die Errichtung einer Psychiatrischen Klinik an der Universität Gießen sowie einer weiteren Einrichtung zur Unterbringung Geisteskranker in Gießen zu planen. Auftraggeber war die Großherzoglich Hessische Staatsregierung. Die Klinik in Gießen wurde 1896 eröffnet. Im Jahr darauf ging Ludwig in den Ruhestand. Er trat für die Abkehr vom Verwahren zum Behandeln der Behinderten ein.
Georg Ludwig war verheiratet. Ein Sohn Hermann wurde 1878 ebenfalls im Corps Starkenburgia aktiv. Als Alter Herr trat Georg Ludwig als Verfasser zahlreicher Festreden und Festgedichte hervor.

## Gießener Psychiatrie-Lehrstuhl
Ludwigs Drängen ist die Errichtung des ersten hessischen Psychiatrie-Lehrstuhls an der Universität Gießen zu verdanken. Der erste Ordinarius war Robert Sommer. Vor dem Eingang des Hauptgebäudes erinnerte ein Bronzerelief an Ludwig: GEORG LUDWIG. EIN VORKÄMPFER FÜR DAS WOHL DER KRANKEN

## Ehrungen
- Geheimer Medizinalrat (1878)
- Orden vom Zähringer Löwen
- Verdienstorden Philipps des Großmütigen
- Ludwigstraße in Heppenheim